# Arte da Pré-História em Portugal
A arte da Pré-História em Portugal começa assim que o Homem se instala nas cavernas e começa a reproduzir nas paredes o que vê no dia-a-dia (arte rupestre). As tribos começam a fixar-se devido à descoberta da agricultura e passam a ter outras preocupações mais interiores — a religião. Aparecem as primeiras estruturas do seu culto tais como dólmenes ou menires. Mais tarde as rivalidades entre povoações conduzem à criação de estruturas defensivas. As aldeias e vilas crescem dentro das muralhas e surgem casas e construções públicas tais como assembleias, balneários, pavimento nas ruas e bancos. À parte da arquitectura desenvolve-se a arte da ourivesaria e a escultura.
A arte pré-histórica em Portugal divide-se em:
- Paleolítico (Arte rupestre)
- Arte megalítica
- Idade do Cobre
- Idade do Bronze
- Idade do Ferro